# Biotische factor
Een biotische factor is de invloed die een organisme uitoefent in een ecosysteem. Deze milieufactor is van invloed op de overlevingskansen van een individu of populatie en op het verloop van de evolutie van een soort, en op de ontwikkeling van het ecosysteem. Biotische factoren hebben per definitie een biologische oorsprong, in tegenstelling tot abiotische factoren.

## De biotische omgevingsfactoren
In een levensgemeenschap (bijvoorbeeld bos, zee, woestijn) zijn er populaties van verschillende soorten. Er zijn prooien, predatoren en soortgenoten. Elk organisme heeft interactie met de omgeving en al dan niet rechtstreeks met andere organismen.

### Natuurlijke factoren
Tot de natuurlijke factoren behoren de interacties binnen populaties van dezelfde soort, en die tussen individuen van verschillende soorten.

#### Intraspecifieke interactie
Intraspecifieke interactie (interacties tussen individuen van eenzelfde populatie) zijn:
- Coöperatie: mieren, termieten[1], leeuwen (jacht), kudde hoefdieren, school vissen, zwerm vogels of insecten, stokstaartjes
- Sociale staat: mieren, termieten
- Concurrentie: zilverruggorilla, leeuwen
- sociale hiërarchie: zilverruggorilla
- Kannibalisme: wespspin (Argiope bruennichi), zwarte weduwe, bidsprinkhaan

#### Interspecifieke interactie
Tot de interspecifieke interacties (interacties tussen individuen van verschillende soorten) rekent men concurrentie, predatie en symbiose.

##### Concurrentie
- verschillende soorten gebruiken dezelfde hulpbronnen, wat leidt tot concurrentie,
- kan leiden tot afname in aantallen of het uitsterven van een soort.

##### Predatie
- interactie roofdier-prooi
- er zijn in verhouding altijd meer prooien dan predatoren en die verhoudingen zijn meestal ongeveer gelijk
- er zijn vaak populatieschommelingen
- deze oscillaties na verschillende jaren worden voornamelijk veroorzaakt door biotische factoren, zoals ziekte, en door abiotische factoren, zoals het klimaat.

Respons van de prooien:
- planten verdedigen zich door gif af te scheiden en door zich op te stellen in defensieve structuren
- dieren doen aan mimicry, camoufleren zich, zorgen voor een stank of vluchten

##### Symbiose
Vormen van symbiose, met voorbeelden:
- mutualisme: twee soorten hebben elkaar nodig om te overleven. Er wordt onderscheid gemaakt tussen obligaat (clownvis en zeeanemoon) en facultatief (mens en zijn vee) mutualisme. Er is ook nog co-evolutie (monarchvlinder en zijdeplant).
- commensalisme: de ene soort ondervindt voordeel aan het samenleven, terwijl de andere er noch voor- noch nadeel aan ondervindt (orchidee en bomen).
- amensalisme: de ene soort wordt door de andere negatief beïnvloed. M.a.w. de ene soort krijgt het moeilijk door de andere. Een voorbeeld van amensalisme is de Walnotenboom, produceert een stof - juglon. Deze stof onderdrukt het vestigen van andere planten rond de boomvoet.
- broedparasitisme (specifiek): een vogel legt zijn eieren in een nest van een andere vogel (koekoek).
- parasitoïden (algemeen): organismen leggen hun eitjes op een gastheer (de sluipwesp op de monarchvlinder).

Niet tot symbiose wordt gerekend parasitisme: de ene soort heeft hier voordeel van, terwijl de andere soort een nadeel treft.
- de parasiet hecht zich op de gastheer = ectoparasiet (luizen, neten en vlooien).
- de parasiet vestigt zich in de gastheer = endoparasiet (virussen).

### Antropogene factoren
Vaak wordt de invloed van de mens op de levensgemeenschappen apart benoemd als antropogene factoren. Hiertoe behoort onder andere, veelal op het landschap, de vegetatie en begroeiing gerichte activiteiten:
- perceleren, het onderverdelen van een natuurlijk gebied in afgegrensde stukken land met verschillend grondgebruik
- ontsluiten, het aanleggen van infrastructuur zoals wegen, scheepvaartkanalen, en boven- en ondergrondse leidingen en bekabeling
- draineren, ontwateren, het aanleggen van boven- en ondergrondse waterafvoer ten behoeve van de verlaging van de grondwaterstand
- houtkappen, het verwijderen het bovengrondse deel van houtige planten als bomen en struiken
- beweiden, laten begrazen door vee of wild
- hooien en maaien, het verwijderen van het bovengrondse deel van kruidachtige planten en van de vegetatie
- ploegen, grondbewerking
- afbranden, branden, waarbij de bestaande vegetatie bovengronds wordt vernietigd
- bemesten
- betreding (inclusief berijden)

## Voorbeeld
Een voorbeeld: Er is een populatie konijnen. Een populatie vossen eet deze konijnen. Het aantal vossen hangt af van het aantal beschikbare prooidieren, in dit geval de konijnen. Als er een afname komt van het aantal konijnen, komt er ook een afname van het aantal vossen. Dit komt doordat de vossen te weinig konijnen hebben om te overleven. De konijnen zijn in dit geval de beperkende factor voor de groei van de populatie vossen.